# Archie (internet)
Archie – mechanizm wyszukiwawczy dla usługi FTP, pozwalający przeszukiwać zasoby plików na serwerach FTP; pierwotną implementację opublikowali w 1990 r. Alan Emtage i Peter J. Deutsch, ówcześni studenci Uniwersytetu McGill w Montrealu oraz Bill Heelan, jego pracownik.
Najwcześniejsza wersja Archie polegała na pobieraniu z serwerów FTP list plików (średnio raz w miesiącu). Listy te można było przeszukiwać za pomocą uniksowego polecenia grep. Potem opracowano bardziej zaawansowane mechanizmy oraz interfejs, a lokalny początkowo system zaczął się upowszechniać w sieci, stając się jedną z najpowszechniej używanych usług w Intenecie. Serwery Archie były dostępne na wiele sposobów, za pomocą lokalnych klientów (archie i xarchie), poprzez Telnet, zapytania za pośrednictwem poczty elektronicznej, wreszcie poprzez strony WWW.
Nazwa pochodzi od angielskiego wyrazu archive, ale nawiązuje też do Archie Comics.
W 2023 największym wciąż działającym serwerem tego typu jest polski serwer Uniwersytetu Warszawskiego uruchomiony w 1994 roku.